# 三菱GTO

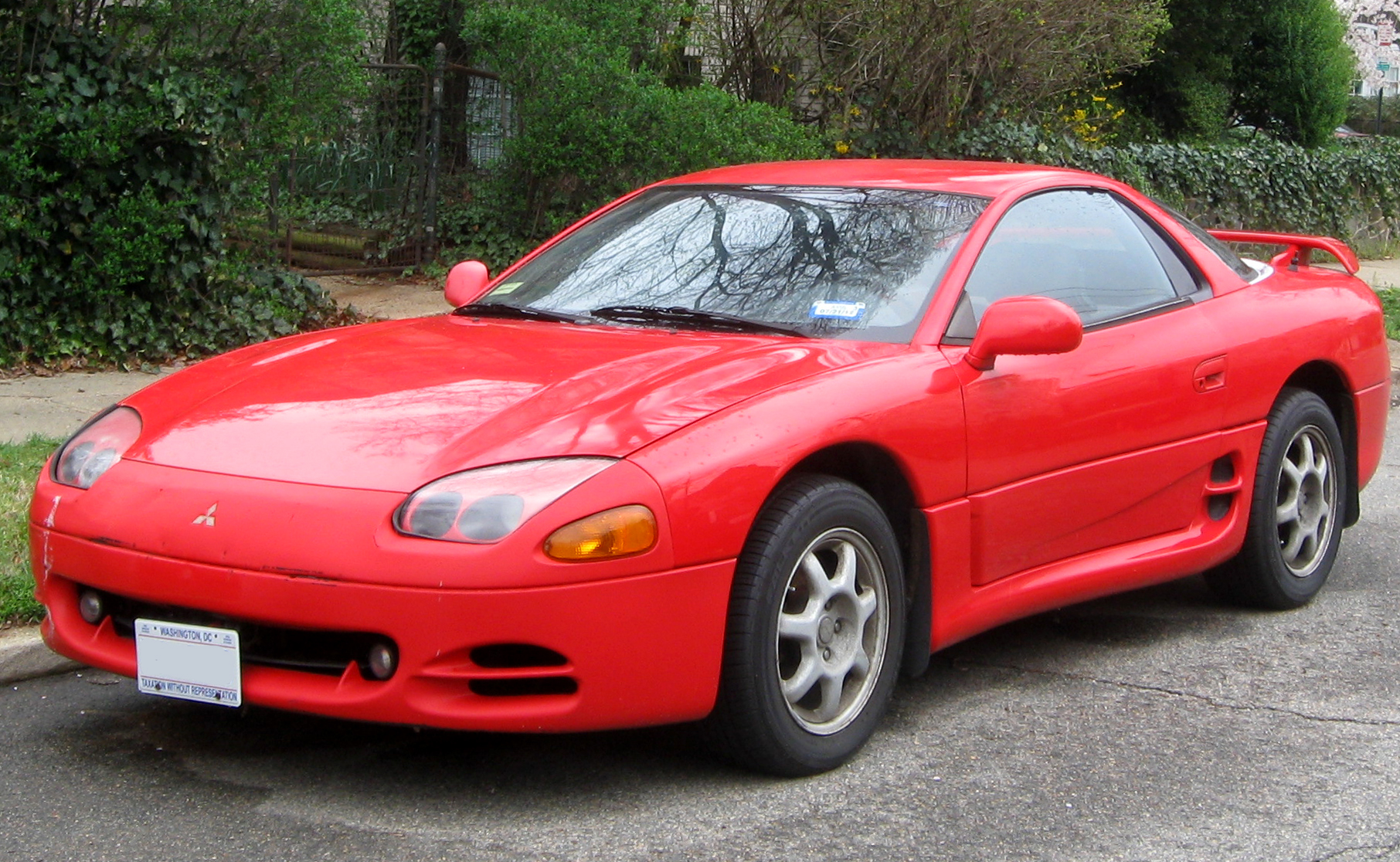

三菱GTO（日语：三菱·GTO）乃日本三菱汽車於1990年至2001年之間生產的雙門豪華旅行車、跑車，外銷版稱作三菱3000GT；本條目一併說明其兄弟車道奇Stealth。

## 概要
1980年代後期，三菱汽車在北美洲市場發售的跑車只有三菱Starion而已。三菱Starion對消費者缺乏吸引力，因此三菱汽車急需研發新車款。另一方面當時與該公司合作的克萊斯勒，旗下的克萊斯勒Laser（即道奇Daytona之雙生車款）正面臨著產品生命周期的衰退期，開發其後繼車款迫在眉睫。雙方洽談合作事宜，遂於1985年10月聯合投資成立專門生產小型車的鑽石星汽車公司（Diamond-Star Motors，縮寫成DSM，現為三菱汽車北美公司麾下的部門），並致力於開發全新的緊湊型平價跑車，該車款即為推出後一炮而紅的三菱Eclipse。
在此同時，三菱汽車也決定投入4萬美元跑車的廝殺戰，此級距計有雪佛蘭Corvette、保時捷968、馬自達RX-7、日產300ZX、豐田Supra、速霸陸Alcyone SVX等主要對手，遂推出三菱GTO應戰。車名承襲自1970年代的雙門硬頂小跑車「三菱Galant GTO」，來自「Gran Turismo Omologato」的縮寫，意即豪華旅行車。但外銷版為了避免跟法拉利250 GTO和龐蒂克GTO混淆，改名成「三菱3000GT」。該車款自1990年10月至2001年8月為止，總共在全球賣出182,867輛。此外，該車款在成龍的電影《霹靂火》的末尾環節也有出現。

## 歷史
1989年 - 原廠在第28屆東京車展展出名為「三菱HSX」的概念車。
1990年 - 10月正式在日本當地上市，全車系設定為四輪驅動，但顧及北美洲市場也有FF之設定。作為一輛豪華旅行車，引擎必須具備在直線道路上從容奔馳的扭力，故動力心臟與底盤皆源自三菱Diamante房車，將引擎橫置於車頭。外型設計依循可樂瓶車身設計（（英文）coke bottle styling）的理念，風阻係數Cd值僅有0.33，車寬1,840mm在當時同級距的對手中也是首屈一指。此外，該車款具有一些日本車壇首見的配備：鋁製異徑對向四活塞煞車卡鉗、德國格特拉克製五速手排變速箱（中期型以降改成六速）、高張力鋼製成的傳動軸、可用開關控制排氣聲浪的電控閥門式排氣系統、時速超過50mph後自動調節前保桿下方伸縮式導流片及尾翼，以增加車身下壓力的主動式空氣動力控制系統（Active Aero Control System）。
動力心臟區分成兩種：第一具是3.0L V型六缸DOHC 6G72型，最大馬力225ps / 6,000rpm、扭力峰值28.0kg⋅m / 4,500rpm，日規版對應「SR」車型，美規版則對應「Base」和「SL」車型。其次是3.0L V型六缸DOHC 6G72型雙渦輪增壓引擎，日規版的最大馬力為280ps / 6,000rpm（「Twin Turbo」車型），美規版則為321hp / 6,000rpm（「VR-4」車型）。相較於日規及美規使用TD04-09B型雙渦輪增壓器，歐規版採用容量更高的TD04-13G型，故最大馬力為286ps / 6,000rpm。採用TD04-13G型的理由是其放電溫度較低，得以應付類似德國高速公路的長時間高速行駛狀況。
1992年 - 1月實施第一次小改款，換裝17吋鋁合金輪圈、規格225/50R17的輪胎、電動收折後視鏡、電動滑動的駕駛座、冷媒改為R134a，另外可加價選購車頂天窗。同年10月再度改良，煞車碟盤變成17吋，後輪改採對向二活塞煞車卡鉗，Keyless免鑰匙感應式門鎖成為雙渦輪增壓版的標配。
1993年 - 8月第二度實行小改款，取消上掀啟閉式頭燈（retractable headlight）改成4燈固定式，並追加助手席安全氣囊。汽缸蓋墊片金屬化之後更動渦輪增壓，以提高引擎輸出功率，自280ps / 42.5kgf·m變成280ps / 43.5kgf·m。五速手排變速箱變成NA引擎版專用，雙渦輪增壓版改為六速手排。
1994年 - 8月實行第三次小改款，擋風玻璃顏色從灰色改成黑色，可加價選購AP Racing六活塞煞車卡鉗、Hybrid Diff限滑差速器、電動天窗等配備。另外推出輕量化的「MR」車型，具備BBS製17吋輪圈、巡航定速、煞車冷卻導風板等配備，亦可加價選購ABS防鎖死刹車系統，但是撤除了4WS四輪轉向系統。同年為了向德國足球巨星弗朗茨·貝肯鮑爾致敬，原廠推出限量30台的「Beckenbauer Edition」特仕車，擁有專屬黃色塗裝、Remus運動化排氣系統、OZ Futura輪圈、貝肯鮑爾簽名的編號銘牌、C-Netz手持電話系統等配備。
1995年 - 8月進行第四度小改款，內裝從深灰色成黑色，車頭燈罩的材質從玻璃改成樹脂。此外，將NA引擎版改為「SR」車型，具有4WS四輪轉向系統、巡航定速系統、前輪16吋煞車碟盤，且可加價選配副手席安全氣囊。同年美規版推出雙門可折疊硬頂敞篷車「Spyder SL」車型，這是由克萊斯勒、三菱與美國天窗公司（今美國特種汽車）共同合作開發。此車型共有四種車色搭配各自的內裝色系，僅有四速自動排檔的設定。翌年更名為「Spyder VR-4」之後，改為六速手排變速箱。
1996年 - 8月實施第五度小改款，改成17吋鍍鉻輪圈，變更前保桿及尾翼之設計（同時取消前下巴與尾翼自動調節功能的主動式空氣動力控制系統）及音響，「SR」車型換成投射式霧燈，雙渦輪增壓版改換煞車卡鉗顏色，「MR」車型的卡鉗顏色從黑色改為紅色，Keyless改成一體成型式鑰匙。
1997年 - 8月的第六次小改款中，「MR」、「SR」車型將ABS防鎖死刹車系統列為標配，「SR」車型將助手席安全氣囊列為標配，空調儀表改成單色液晶按鈕。
1998年 - 8月為最後一次小改款，車頭入風口增大，雙渦輪增壓車型改用大型尾翼和18吋鍍鉻輪圈、撤除多種電子設備來減少5%車重、前方向燈整合在頭燈組內。
雖然三菱GTO擁有優秀的性能，但是繁雜的電子設備、笨重的車身、不甚理想的油耗表現和高損耗的輪胎成為它的缺點，與同門的Lancer Evolution甚至尚未停產的Galant VR-4相比，未能吸引更多的市場佔有率。1999年黯然退出美國市場，成為1990年代最後退出該地的日系跑車，最終2001年在日本停售。

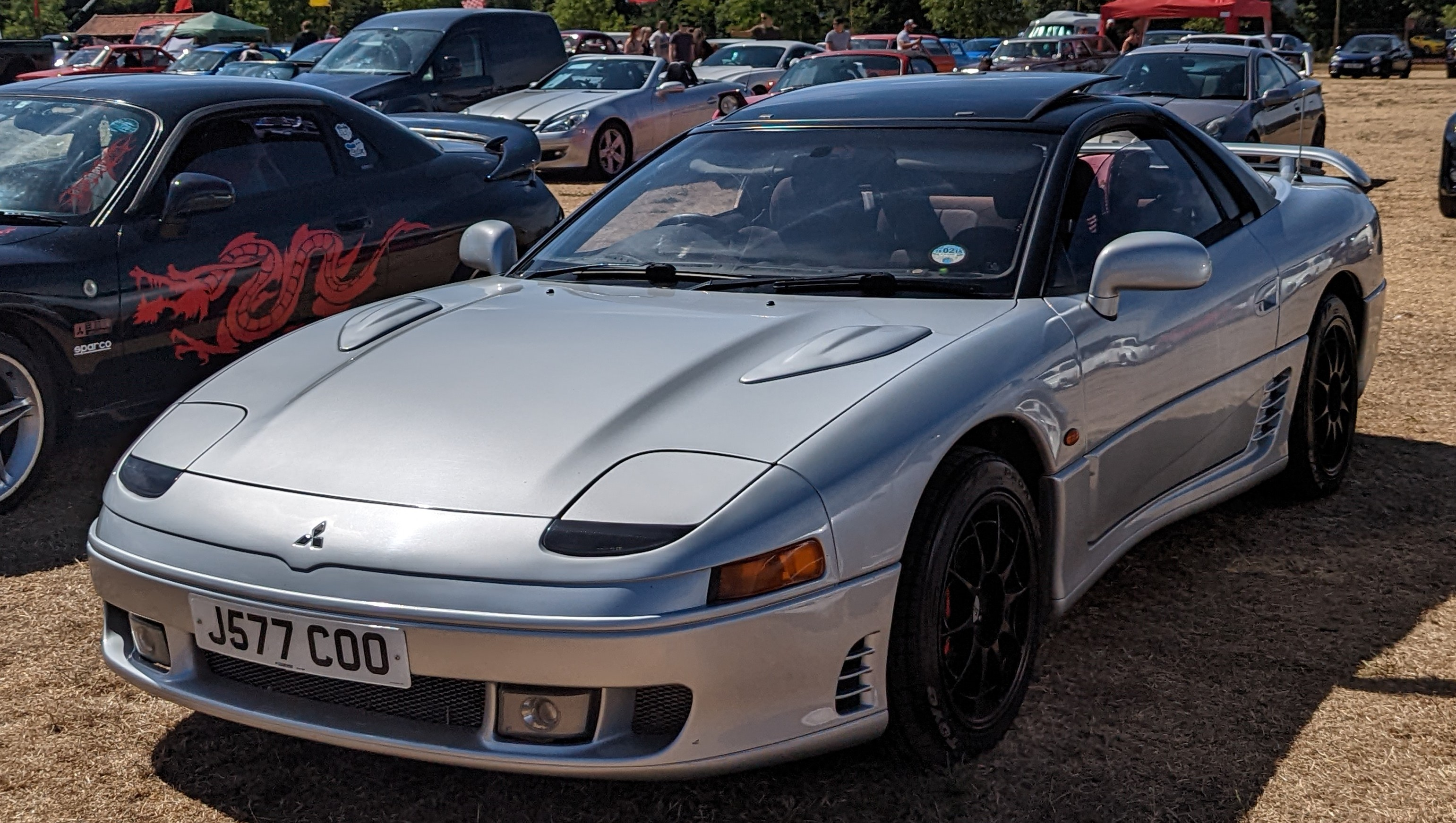
前期型車頭
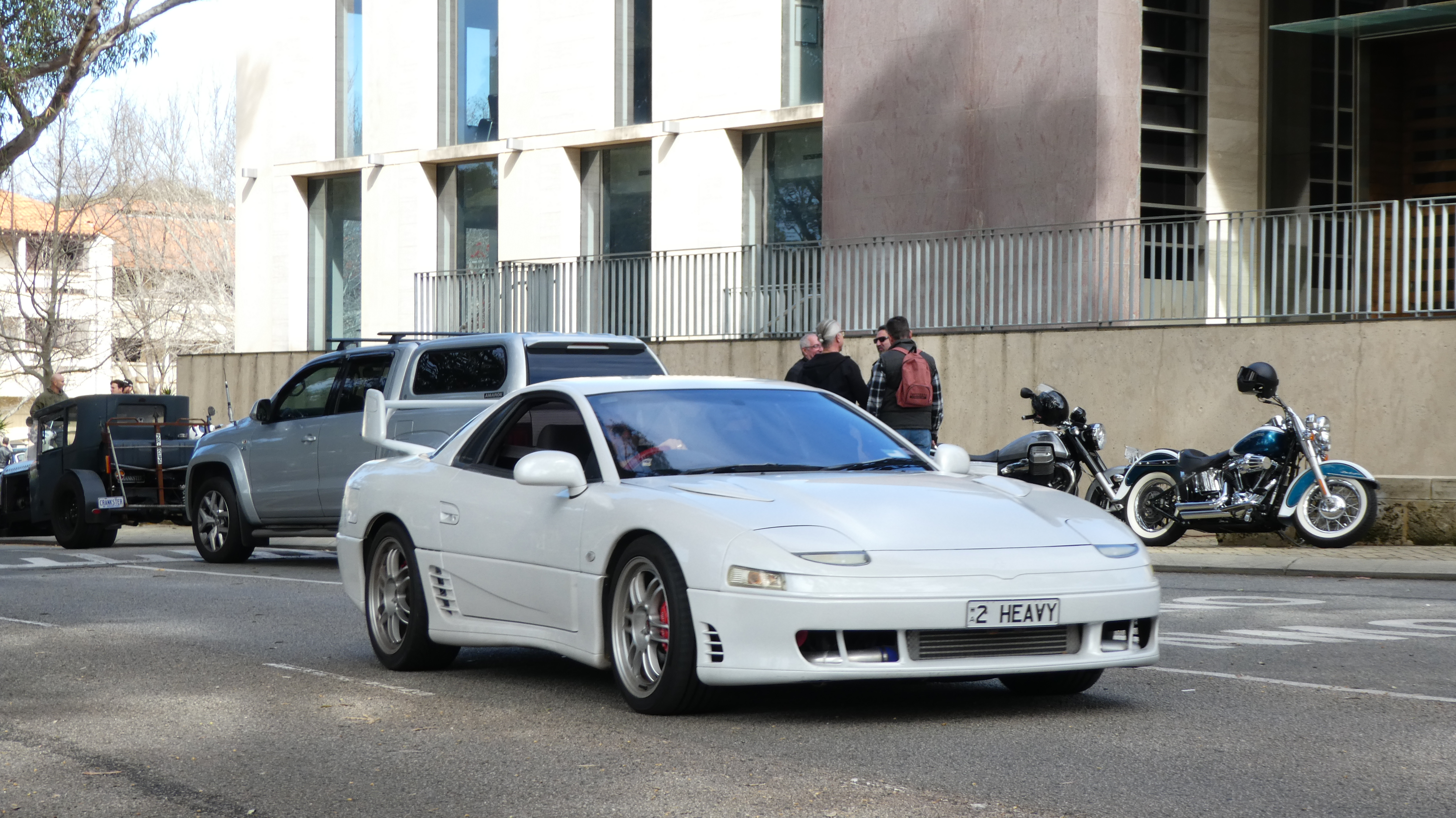
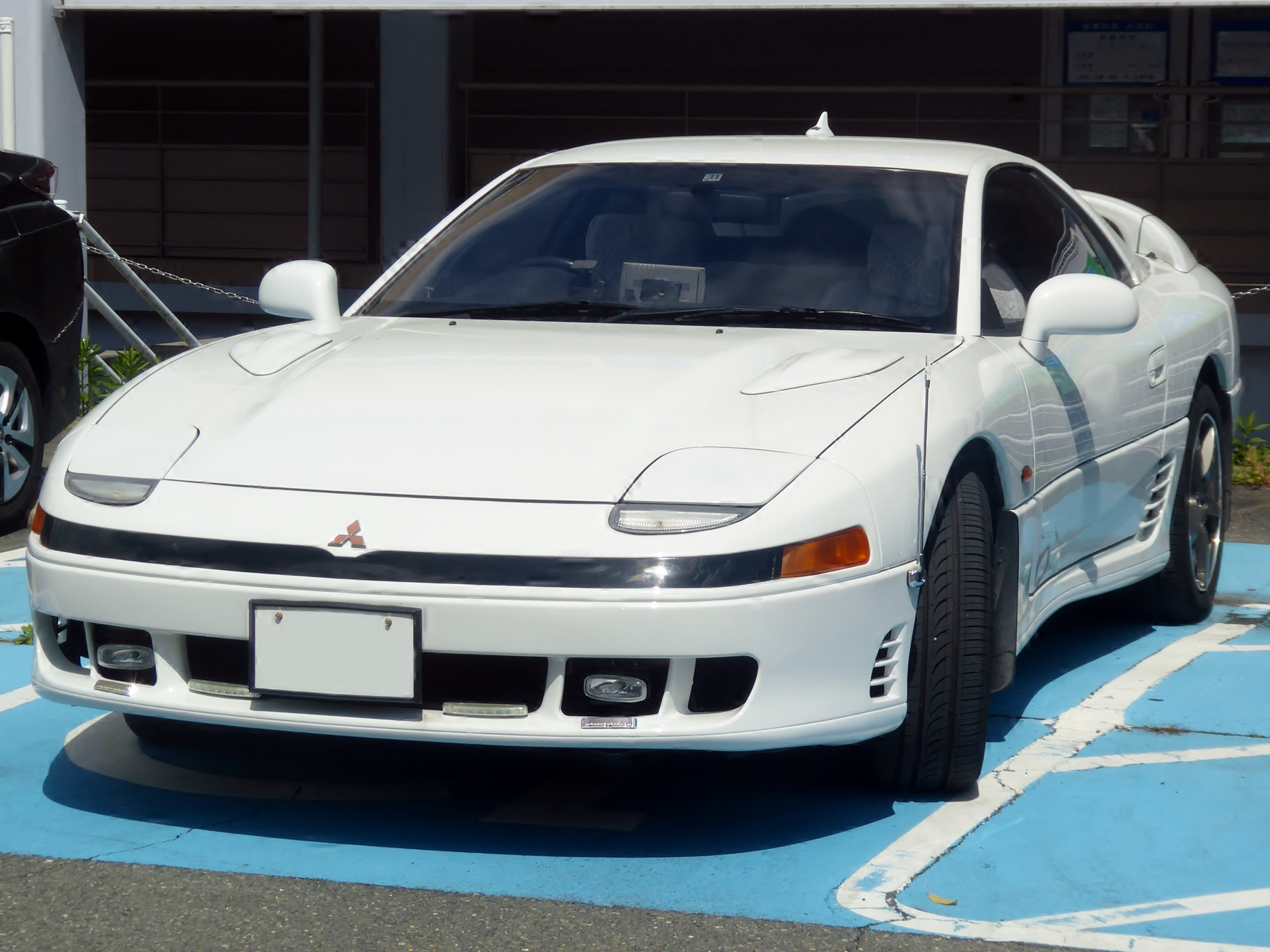
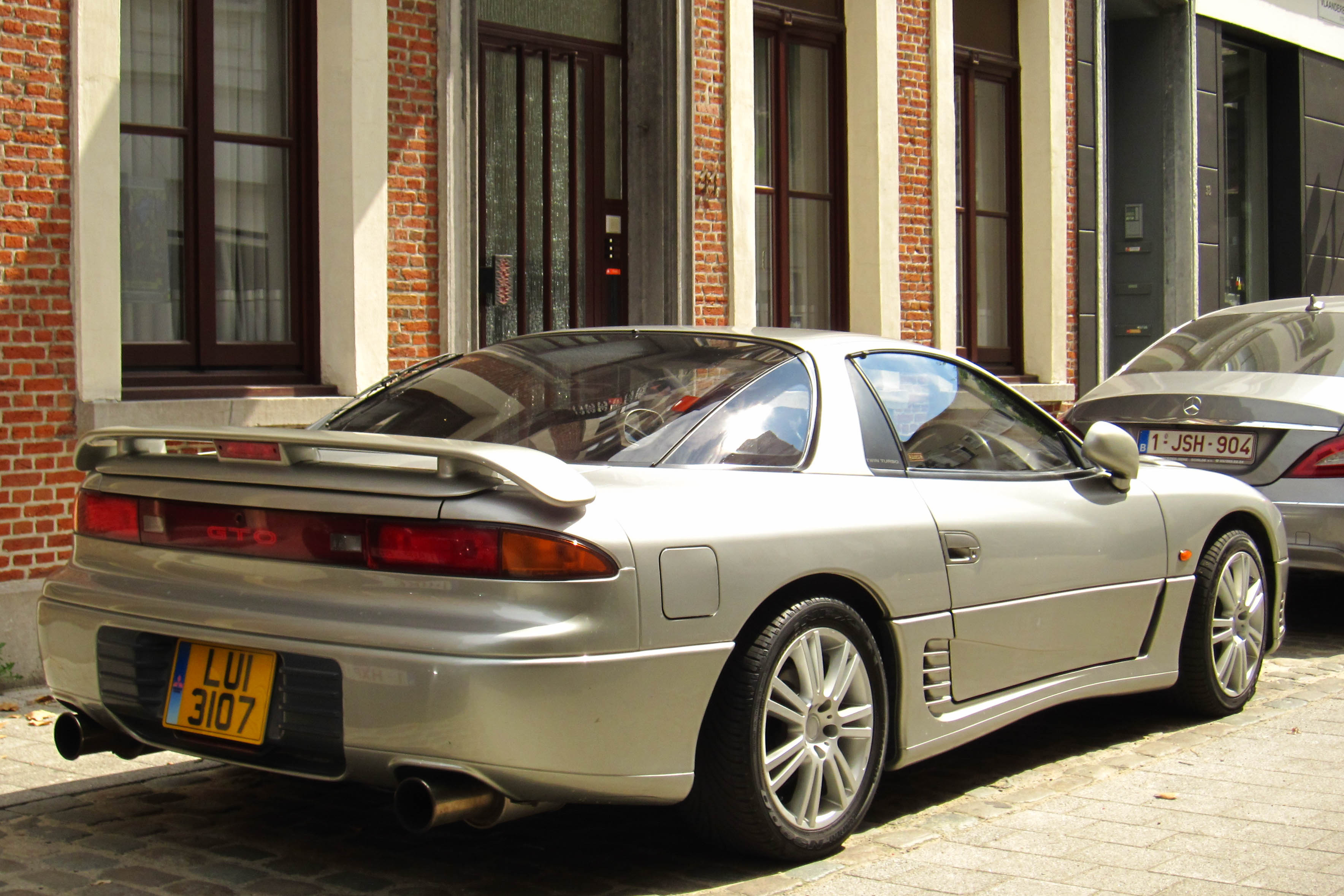
前期型車尾
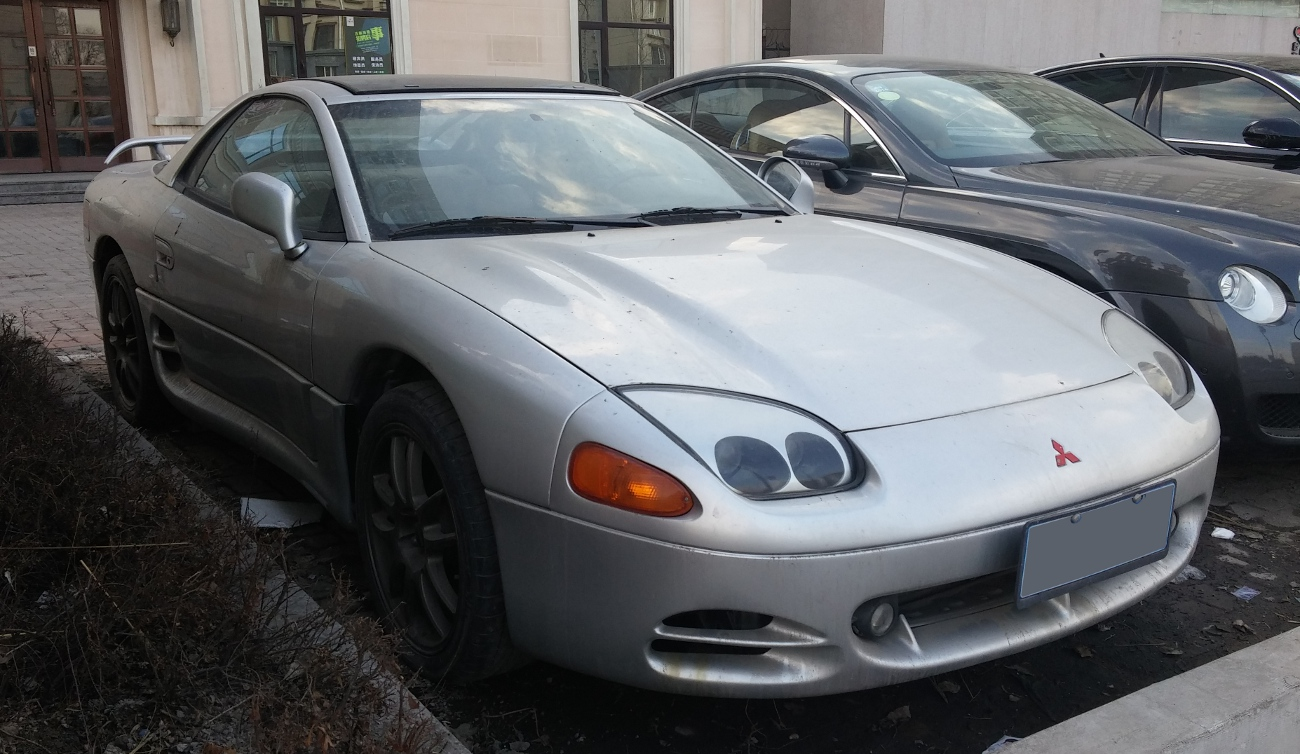
中期型車頭，攝於中國吉林省
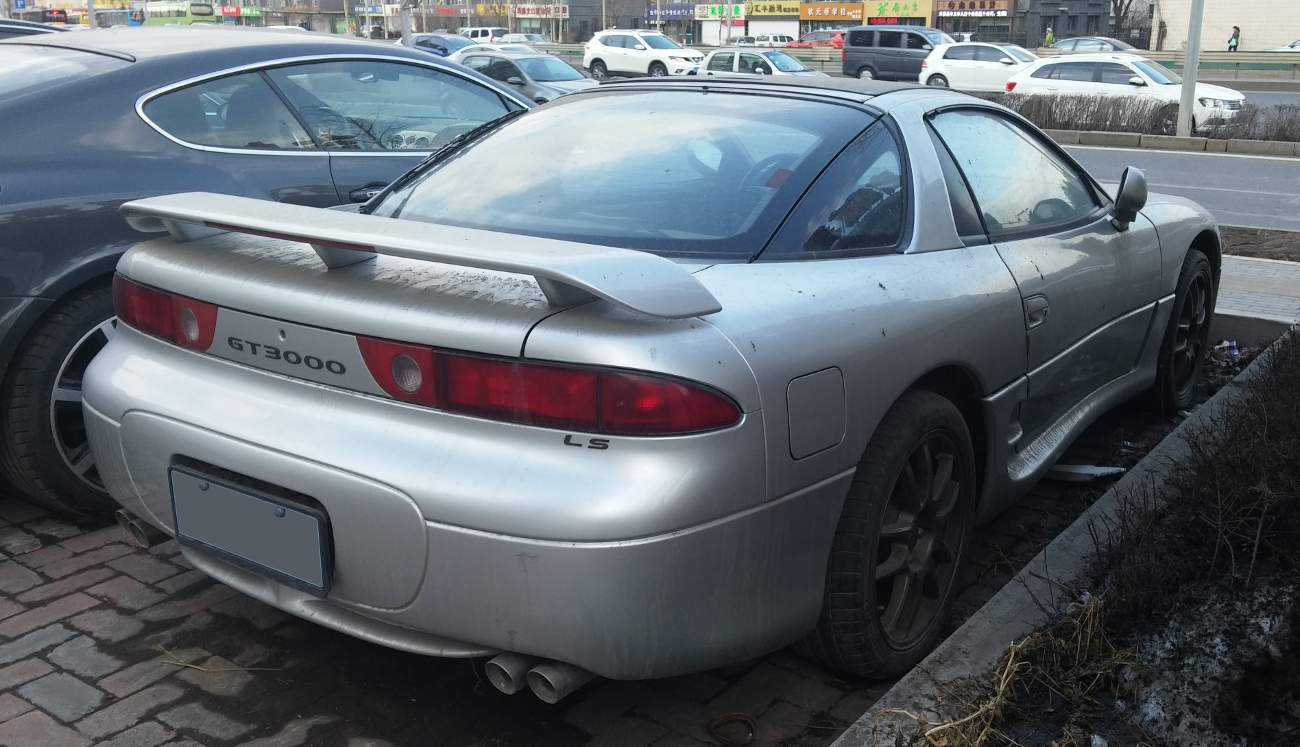
中期型車尾
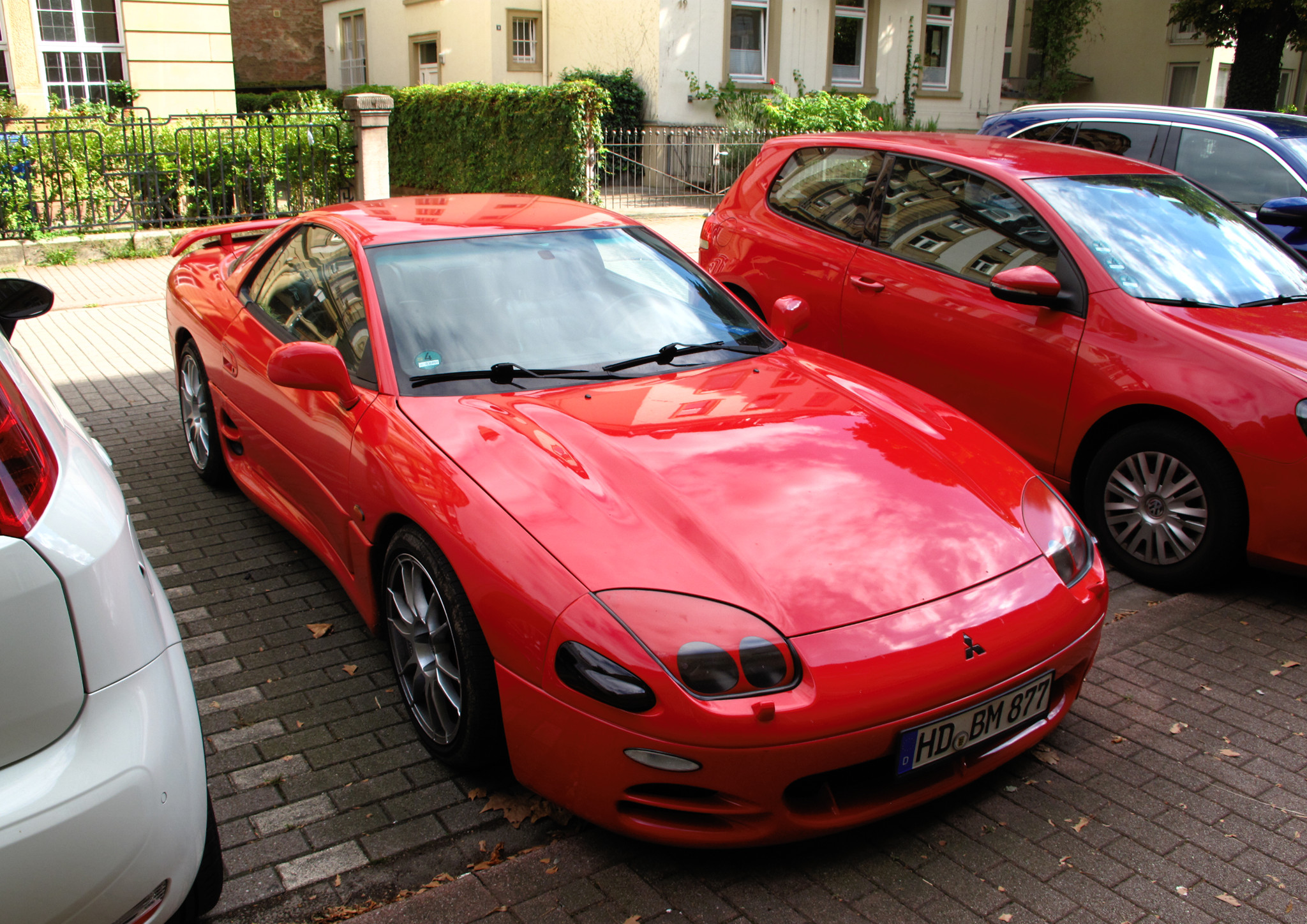
後期型車頭

### 日本警察車輛

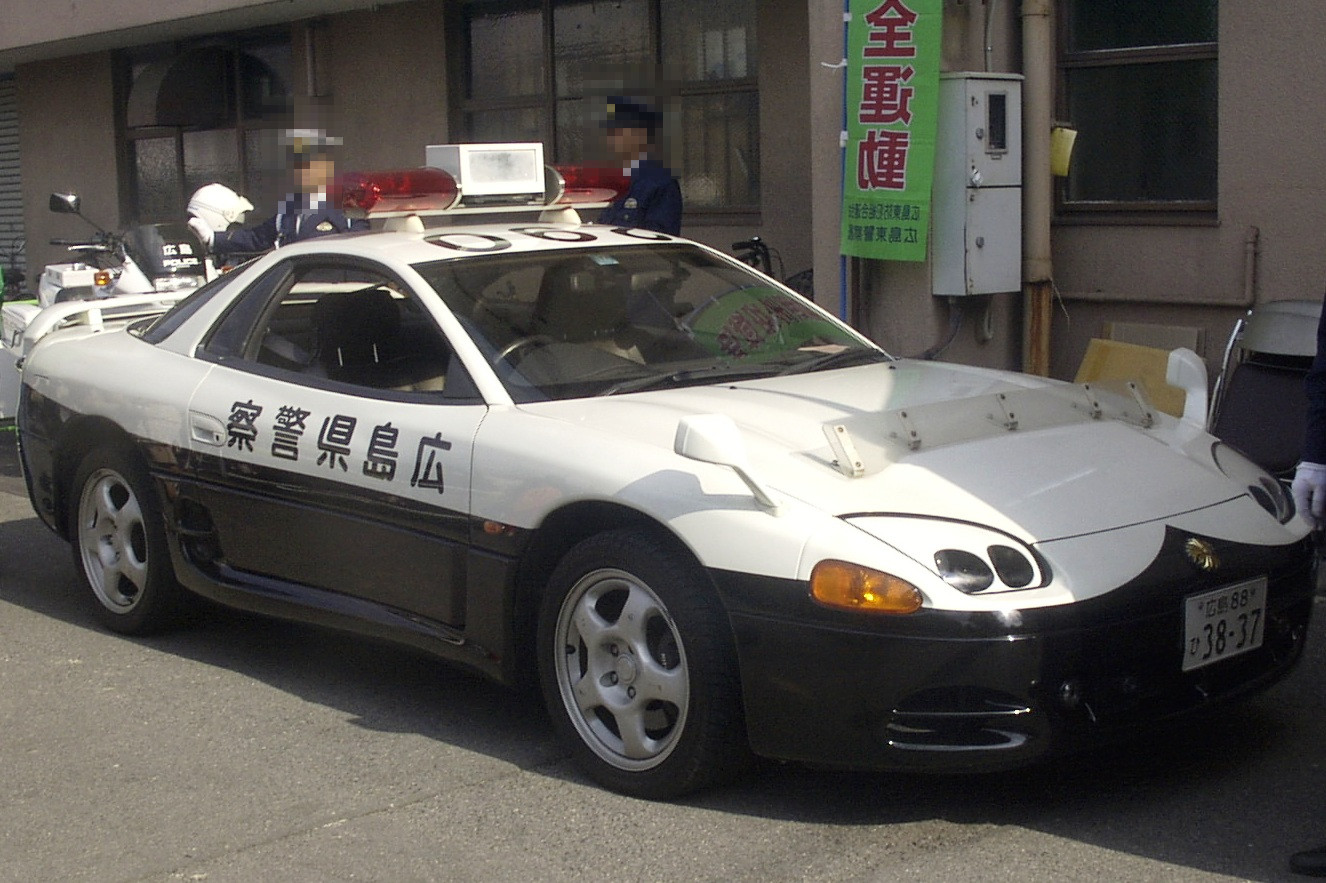
廣島縣警車

日本高速道路交通警察隊曾購置前期型、中期型、後期MR型等車型作為警車使用，基本上後視鏡都是位於引擎蓋上，唯有後期MR型是在車門上。雖然幾乎大部分的GTO警車都報廢了，但少數中、後期MR型仍保留下來作為展示用。

## 道奇Stealth（1991年 - 1997年）
道奇Stealth由三菱汽車生產，交給克萊斯勒旗下的道奇汽車販售，是三菱3000GT的兄弟車。不僅僅是更換廠徽銘牌而已，道奇更大刀闊斧地改造其外型，比方說前後保桿、燻黑頭燈、車身的肌肉線條、較小的尾翼介於後擋玻璃和後行李廂蓋之間等。高階車型的「R/T」、「R/T Twin-Turbo」把車尾方向燈整合在一體成型的車尾燈中，因C柱位置不同故後擋玻璃形狀也和3000GT不一樣；入門的「Base」和「ES」車型，車尾外觀則設計得跟3000GT相同。
動力心臟援用3000GT的3.0L V型六缸DOHC 6G72型（「R/T」車型）及3.0L V型六缸DOHC 6G72型雙渦輪增壓引擎（「R/T Twin-Turbo」車型）之外，為了壓低價格，尚有一具單頂置凸輪軸設計的3.0L V型六缸SOHC 6G72型引擎給「ES」車型（1994年起改為「Base」）使用，最大馬力164hp / 5,500rpm、最大扭力185lb⋅ft / 4,000rpm。
1991年道奇Stealth上市那一年繳出17,280輛的銷售成績，3000GT為9,927輛。不過1994年實施小改款之後銷售量急遽下降，絲毫未見起色，遂於1996年結束生產、1997年結束販售，最後一年只有360輛的成績。

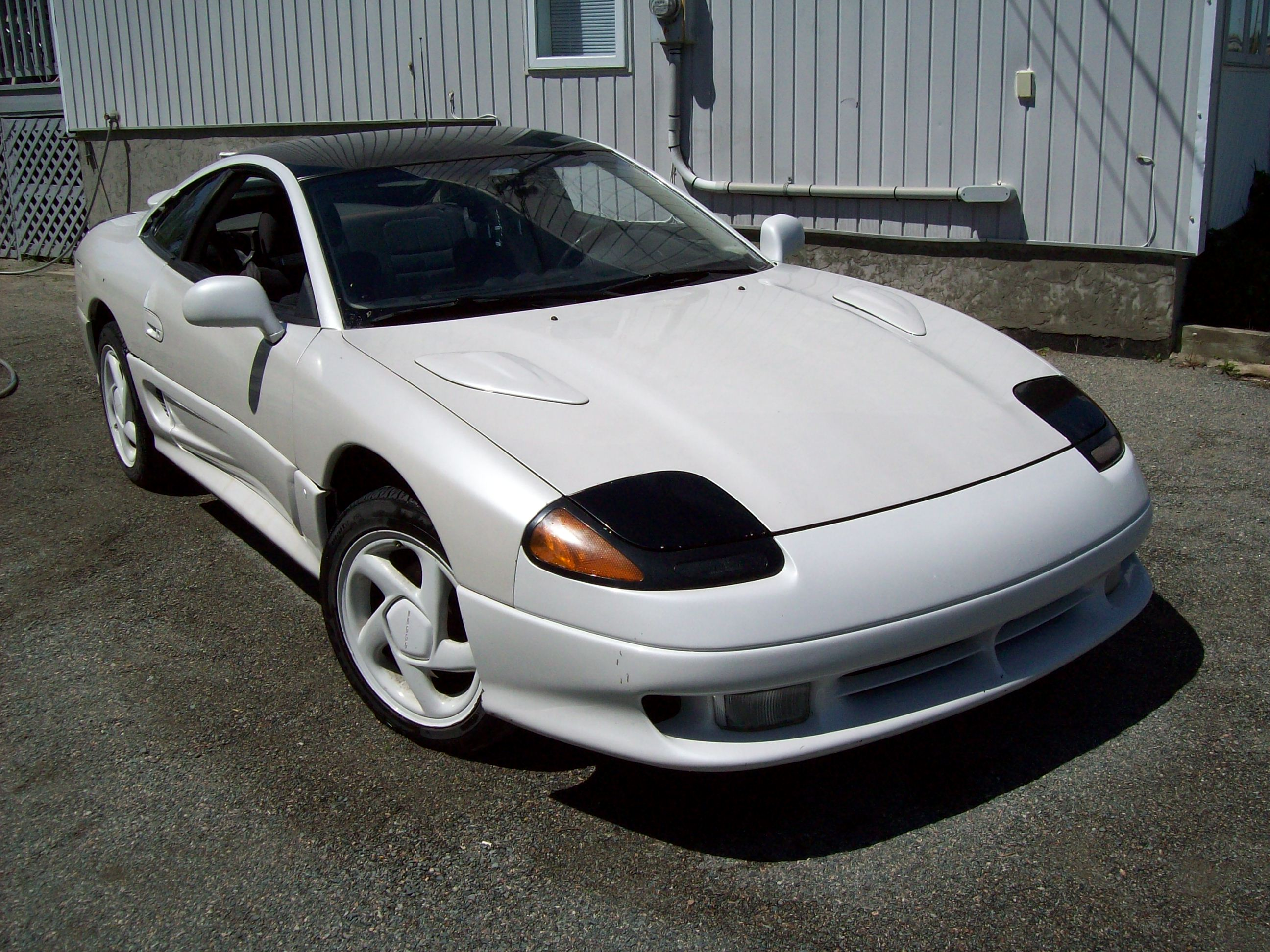
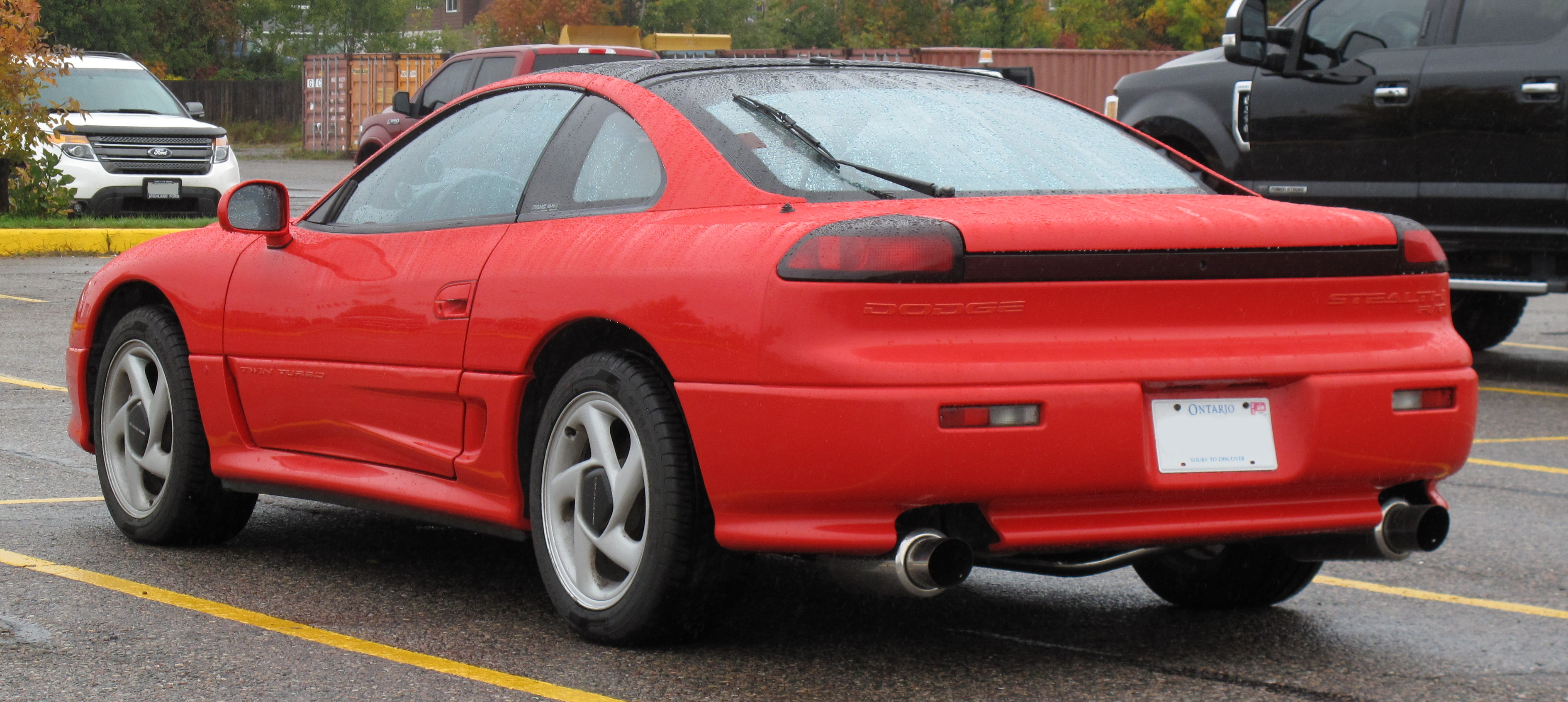
前期型車尾
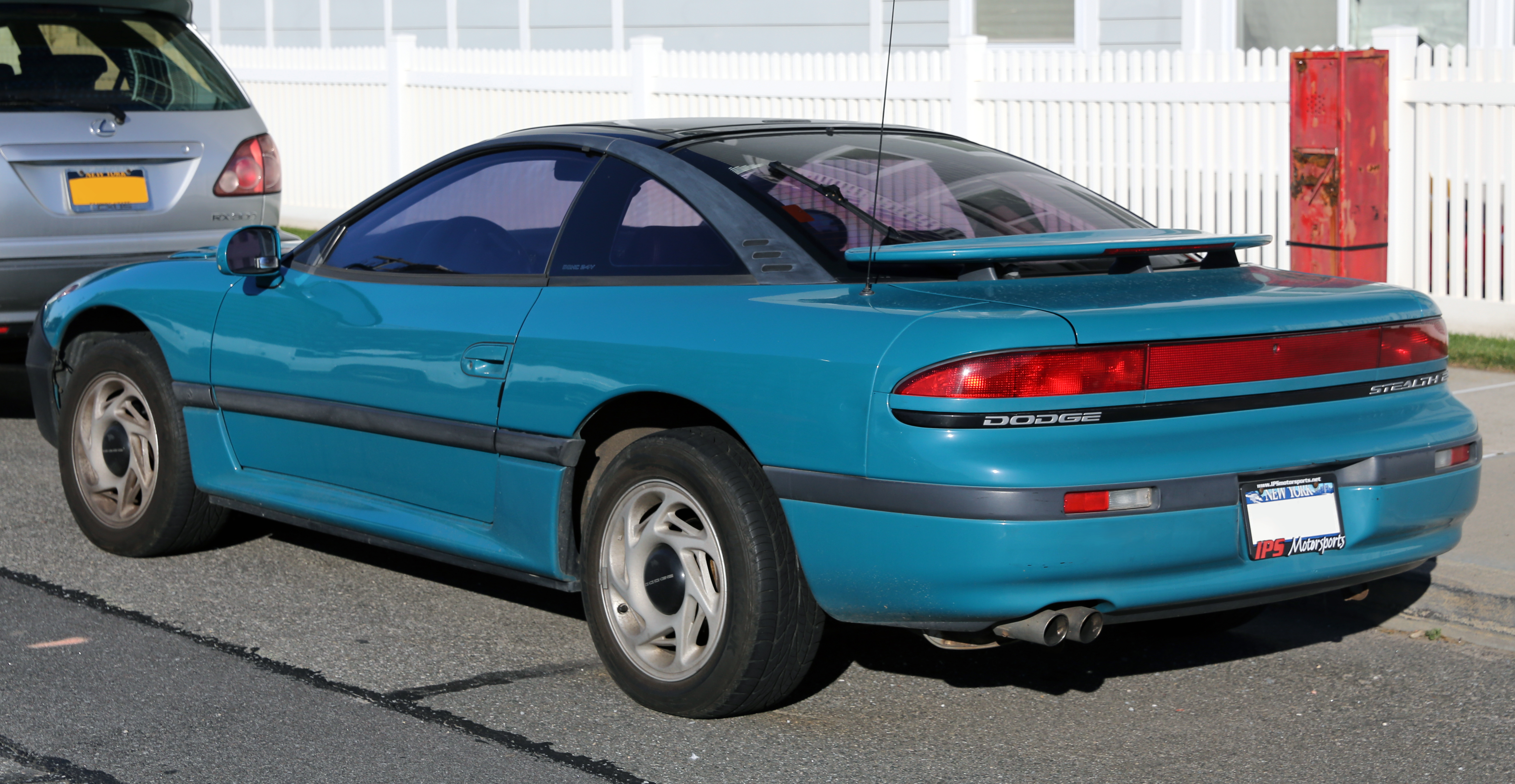
後期型車尾
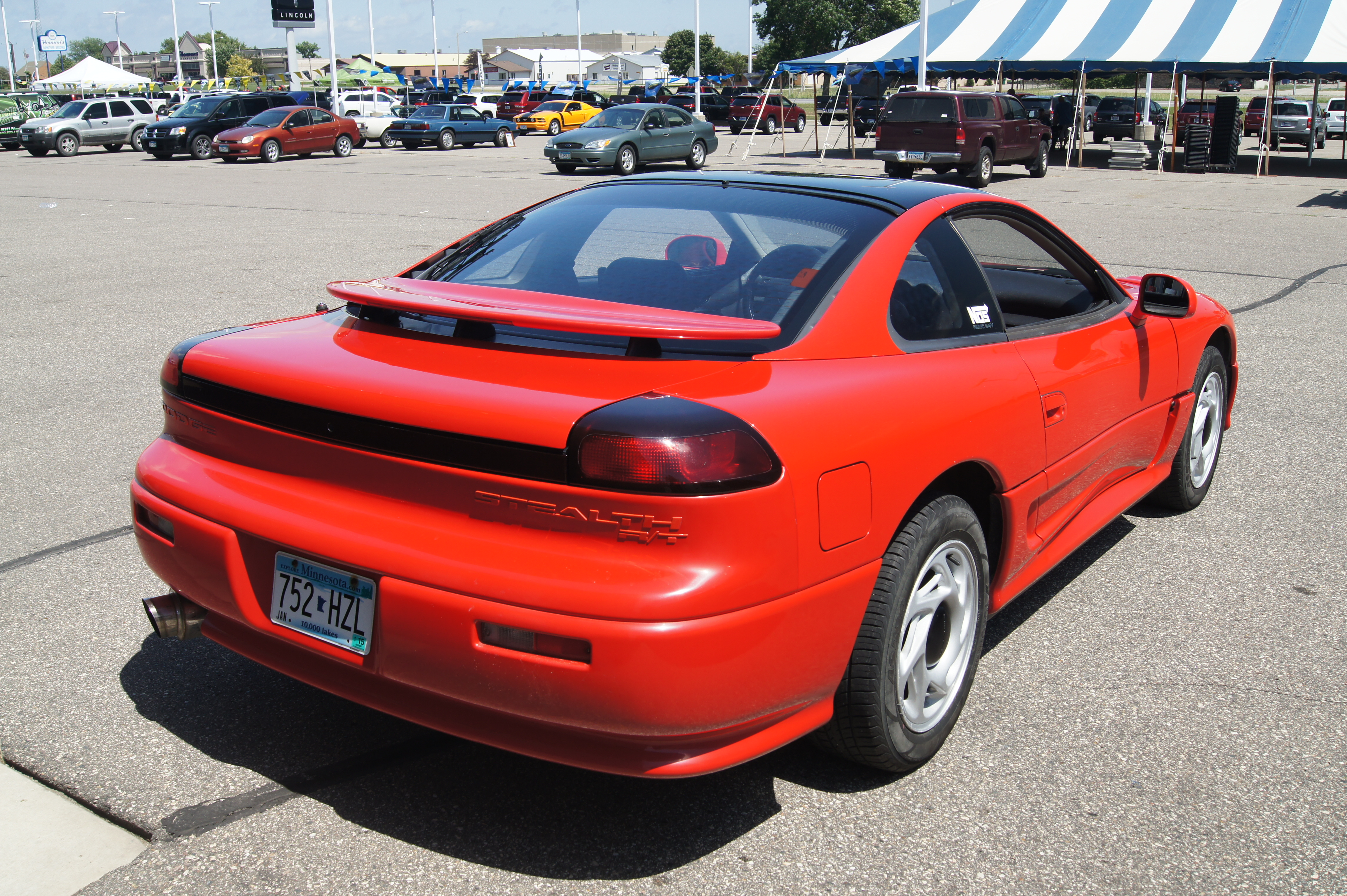
後期型車尾

## 外部連結
- （日語）GTOフロントバンパーフェイス等、よりアグレッシブな外観にして新発売 （页面存档备份，存于）